# Klub Sportowy Developres Rzeszów
O Klub Sportowy Developres Rzeszów é um clube de voleibol feminino polonês fundado em 2012

## História
Em janeiro de 2012, surgia a ideia da criação de um time feminino de voleibol, então em 25 de abril daquele ano registrou-se a KS Developres Rzeszów S.A., na quarto grupo da Segunda Liga iniciava a luta pela promoção a elite nacional, e  sob o comando do técnico Tomasz Kamuda, no elenco estava Karolina Filipowicz, Katarzyna Warzocha, Magdalena Olszówka, Barbara Adamska, Paulina Pyrć ou Paulina Peret, época já criada a Podkarpacka Akademia Siatkówki, reforçando a comissão técnica estava Jan Such; ocorreu a promoção a Primeira Liga, perdendo apenas dois jogos, sendo semifinalistas e terminando com o vice-campeonato.
Na jornada seguinte precisou reforçar-se com Ewa Śliwińska, Dominika Nowakowska e Magda Jagodzińska, agora sob o comando do técnico Marcin Wojtowicz e teve como assistente técnico Michał Łukowicz, e após a fase classificatória terminou em segundo lugar, perdendo apenas um jogoe em maio de 2014, disputou os playoffs em Bydgoszcz, obtendo a promoção a elite nacional (Orlen). Quando competiu nas duas primeiras temporadas na elite nacional terminou em penúltimo lugar, o que foi determinante na contratação do técnico Jacek Skroka para a jornada 2016-17, que lançou jogadoras jovens e após 16 rodadas ocupava o quarto lugar da tabela.A partir de 2017 houve nova mudança no comando técnico, e o treinador italiano Lorenzo Micelli,  e conseguiu levar o time as semifinais do campeonato nacional e obteve a primeira medalha que foi a de bronze, que rendeu ao clube a participação na Liga dos Campeões da Europa de 2017-18, e o técnico recebeu o prêmio de melhor na categoria.
A equipe se reforçou para a jornada de 2017-18, contratando a belga Hélène Rousseauxa e a sérvia Jelena Blagojević, que passou a ser a capitã do time, que tinha Natalia Gajewska, Julia Andrushko, Monika Ptak, Agata Sawicka e Kamila Ganszczyk e conquistaram na pré-temporada o Torneio das Nações realizado em Karpacz, posteriormente disputaram a referida Liga dos Campeões da Europa e a Copa da Polônia, sendo neste último não conseguiu ir a fase final; conseguiu avançar na Liga dos Campeões até a fase de grupos, ficando em terceiro no Grupo A; já no Campeonato Polones terminou em quarto lugar.

## Títulos

### Competições Nacionais
Campeonato Polonês: 0
- Terceiro posto:2016-17[1]
- Quarto posto:2017-18[1]

Copa da Polônia: 0
- Quarto posto:2016-17[1]

 Supercopa Polonesa: 0
 Torneio das Nações de Karpacz: 1
- Campeão:2017-18[2]

### Competições Internacionais
- CEV Champions League: 0